# Мері Кей Летурно
Мері Кетрін Фуалау (англ. Mary Kay Letourneau, раніше Летурно, до шлюбу Шміц; 30 січня 1962, Тастін, Каліфорнія — 6 липня 2020, Де-Мойн, Вашингтон) — американська вчителька. 1997 року визнала себе винною у двох пунктах звинувачення у зґвалтуванні дитини другого ступеня. Згодом вийшла заміж за колишнього учня. Справа отримала національний резонанс.
Познайомилася зі Стівом Летурно під час навчання в університеті штату Аризона; під тиском батьків вони одружилися і вона народила першу дитину. Їхній шлюб був нещасливим. Здобувши ступінь викладача 1989 року, влаштувалася у початкову школу в Беріні, штат Вашингтон. У вересні 1991 року вперше зустріла Вілі Фуалау, учня другого класу. Летурно захоплювалася художніми здібностями Фуалау і підтримувала зв'язок, не викладаючи у нього. Летурно і Фуалау знову зустрілися восени 1995 року у шостому класі. У червні 1996 року 34-річна Летурно розбестила 12-річного Фуалау. У вересні дізналася, що завагітніла від нього.
У березні 1997 року заарештована за заявою родича її чоловіка. В очікуванні вироку народила дочку. Оскільки держава вимагала семи з половиною років тюремного ув'язнення, вона уклала угоду про визнання провини. Через три місяці звільнилася з в'язниці та невдовзі поліція спіймала її в машині з Фуалау. Суддя скасував угоду та відновив покарання у вигляді позбавлення волі на максимальний термін, дозволений законом — сім з половиною років. Через вісім місяців після повернення до в'язниці вона народила другу дитину, ще одну дочку, від Фуалау.
Летурно провела у в'язниці з 1998 по 2004 рік, з них пів року в одиночній камері за спроби зв'язатися з Фуалау. Після її звільнення Фуалау добився скасування заборони на контакт. Вони одружилися у травні 2005 року. Шлюб тривав 14 років, до розлучення 2019 року. Летурно померла 2020 року у 58 років від раку товстої кишки, залишивши більшу частину свого майна Фуалау.

## Ранні роки
Народилася 1962 року в Тастіні, штат Каліфорнія, у сім'ї Мері Е. (до шлюбу Суер), колишнього хіміка, та Джона Г. Шмітца (1930—2001), викладача громадського коледжу та політика. Вдома її називали Мері Кей. Вона була третьою із семи дітей і першою дочкою, яка виховувалась у «суворій католицькій родині». Батько був членом правого Товариства Джона Берча.
Коли Мері Кей було два роки, батько почав політичну кар'єру й успішно балотувався від Республіканської партії до Законодавчого зібрання штату. Обіймав посади сенатора штату Каліфорнія та конгресмена США, перемігши на позачергових виборах на решту терміну 1970 року та загальних виборах того ж року. Після первинної поразки на виборах 1972 року змінив партію та балотувався в президенти від Американської незалежної партії на президентських виборах у США 1972 року. 1973 року Філіп Шмітц, трирічний брат Мері Кей, потонув у басейні в їхньому будинку в районі Спігласс-Гілл у Корона-дель-Мар, Каліфорнія, коли вона гралася з іншим братом на мілководді. Попри те, що нікого не притягнули до відповідальності за смерть малюка, Мері Кей пізніше заявила, що цей нещасний випадок дав тріщину у стосунках між нею та її матір'ю, оскільки, за її словами, батьки доручили їй піклуватися про братів, а мама після цього стала «холодною» до неї.
Навчалася в школі для дівчат Корнелії Коннеллі в Анагаймі, штат Каліфорнія, де була учасницею команди підтримки для католицького коледжу Сервіт. Пізніше вступила до Університету штату Аризона.
1978 року батька переобрали до сенату штату Каліфорнія. 1982 року мав намір балотуватися до Сенату США, але його політичну кар'єру остаточно підірвала новина, що він має двох позашлюбних дітей від коханки, колишньої студентки коледжу Санта-Ана, де він викладав політологію:124. Роман батька став причиною розлучення батьків, але пізніше вони помирилися.

## Перший шлюб
Під час навчання в Університеті штату Аризона познайомилася зі своїм однокурсником Стівом Летурно, від яякого завагітніла. Одного дня її ушпиталили прямо з занять. Лікарі виявили, що вона виношувала близнюків, але один ембріон був втрачений через викидень. Пізніше вона зізналася, що не кохала Стіва, а вийшла заміж за нього за наполяганням батьків. Стіву також бракувало романтичних почуттів, але батьки також чинили тиск. Пара кинула університет і переїхала до Анкориджа, штат Аляска, де Стів влаштувався вантажником в Alaska Airlines. Після року на Алясці його перевели в Сіетл, штат Вашингтон, де Мері народила їхню другу дитину. 1989 року Мері Кей закінчила Університет Сіетла зі ступенем викладача. Вона почала працювати у другому класі початкової школи Шорвуд у передмісті Сіетла Буріні.
Шлюб зруйнували фінансові проблеми й позашлюбні стосунки обох. Її адвокат і колишній сусід, Девід Герке, сказав, що у шлюбі вона зазнала «емоційного та фізичного насильства з боку свого чоловіка», і двічі «зверталася до лікаря і поліції», хоча звинувачень не висуваала. Перебуваючи за ґратами за зґвалтування, у травні 1999 року Мері розлучилися з чоловіком, і Стів отримав опіку над чотирма дітьми. 2010 року Летурно стали дідусем і бабусею, коли у старшого сина народилася донька.

## Злочин, арешт і вирок
У вересні 1991 року Летурно вперше побачила Вілі Фуалау ([ˈvɪli fʊˈlaʊ]; нар. 26 червня 1983 року), американець самоанського походження, учня другого класу Шорвудської початкової школи. Повідомлялося, що батьки цінували Летурно як вчителя. Летурно описала своє ставлення до Фуалау в той час, як «почуття, яке ви відчуваєте до брата чи сестри». У наступні роки, не працювала в його класі, але продовжувала розвивати художні здібності Фуалау. Восени 1995 року Летурно знову стала учителем Фуалау, який перейшов у шостий клас. У січні 1996 року у 34-річної Летурно стався викидень. Протягом літа вона допомагала Фуалау виконувати шкільні завдання у себе вдома. Журнал «People» повідомляв, що 12-річний Фуалау побився об заклад з другом, що займеться сексом із Летурно, і що мріє про нього.
18 червня 1996 року поліція помітила Летурно з Фуалау в машині на стоянці біля пристані. Вони побачили, як вона стрибнула на переднє сидіння, а Фуалау вдавав, що спить ззаду. Вони назвали вигадані імена, коли їх запитали про ідентифікацію особистості, а Фуалау збрехав про свій вік, сказавши, що йому 18 років. Фуалау сказав, що вони не торкалися один одного. За словами Летурно, вони з чоловіком посварилися, а хлопець був другом сім'ї, який гостював у них тієї ночі, і став свідком суперечки та втік засмучений. Вона сказала, що пішла шукати його. Фуалау не надав жодного посвідчення особи, а патрульний підозрював, що він — неповнолітній. Летурно та Фуалау доправили до поліційного відділку і викликали маму Фуалау. Мама сказала, що Летурно — вчителька сина і не бачить жодних проблем, що вони проводять час разом. Поліція припинила справу. Пізніше мама сказала, що якби поліція попередила, що Летурно збрехала про вік Фуалау та про те, що сталося в машині, вона б не дозволила синові повернутися до вчительки.
У вересні 1996 року стало відомо про вагітність від Фуалау. У лютому 1997 року Стів знайшов любовні листи, написані його дружиною до Фуалау. Її заарештували 4 березня 1997 року після того, як родич її чоловіка звернувся до поліції. Вона визнала себе винною у двох пунктах звинувачення у зґвалтуванні дитини другого ступеня. Її перша дитина від Фуалау, дочка, народилася 29 травня 1997 року. Прокурори вимагали для неї шість з половиною років позбавлення волі. Завдяки угоді про визнання провини покарання зменшили до шести місяців (три з яких були умовно) у в'язниці округу та трьох років лікування сексуальних злочинців. Її не зобов'язали реєструватися як сексуальний злочинець. Згідно з угодою Летурно не могла контактувати з неповнолітніми, включно з Фуалау та своїми дітьми. Ситуація стала предметом міжнародного бульварного скандалу і вона відчула погіршення психічного здоров'я.
3 лютого 1998 року, через чотири тижні після відбуття терміну ув'язнення, поліція помітила Летурно в машині з Фуалау біля її дому. Спочатку Летурно сказала, що в машині була одна. Вони назвалися вигаданими іменами. Повідомлялося, що статевий акт стався в машині, Фуалау сказав детективу, що вони з Летурно цілувалися, і він торкався її стегна, але статевого акту не було. Також зібрали докази, що вони зустрічалися кілька разів після звільнення Летурно. Коли її заарештували, у салоні автомобіля поліція знайшла 6200 доларів США готівкою, дитячий одяг і її паспорт:124–125, а також квитанції від 20 січня на 850 доларів США за покупки чоловічого, юнацького та дитячого одягу. Летурно сказала, що гроші призначалися на лікування у дерматолога та на адвоката з розлучення, а чоловічий одяг був подарунком для родичів і для неї самої, оскільки вона любила носити чоловічий одяг вільного крою.
У лютому 1998 року суддя скасував попередню угоду про визнання провини та застосував максимальний термін ув'язнення строком на сім з половиною років за порушення наказу про заборону. В інтерв'ю та в книзі вона сказала, що мала з Фуалау інтимні стосунки у січні. Поліція заявила, що не має доказів того, що у лютому Летурно займалася з Фуалау сексом у машині. Летурно відбувала покарання у Вашингтонському виправному центрі для жінок.
16 жовтня 1998 року, відбуваючи свій другий термін у в'язниці, Летурно народила другу доньку від Фуалау. Того року Летурно та Фуалао у співавторстві написали книгу «Лише один злочин, кохання» (фр. Un seul crime, l'amour), яка вийшла друком у Франції. 1999 року вийшла друга книга «Якщо кохати тебе — неправильно» (англ. If Loving You Is Wrong), опублікована у США, але написана з мінімальною співпрацею з Летурно та без участі Фуалау. Під час ув'язнення їй дозволили побачення з дітьми, але 2001 року відмовили у відвідуванні похорону батька. У в'язниці Летурно навчала інших ув'язнених, записувала аудіокниги для сліпих читачів, брала участь у тюремному хорі та «рідко пропускала месу». Через свою погану славу Летурно була непопулярна серед інших ув'язнених. Вона «зухвало поводилась з охоронцями та відмовлялася працювати», і, повідомлялося, що як покарання провела «18 з перших 24 місяців» в одиночній камері. Вона провела шість місяців в одиночній камері, коли перехопили її листи до Фуалау.
Фуалау кинув школу, а його мама отримала опіку над двома дітьми. Він боровся з суїцидальною депресією та алкоголізмом, а у березні 1999 року намагався покінчити життя самогубством. 2002 року сім'я Фуалау подала до суду на шкільний округ Гайлайн і місто Де-Мойн, штат Вашингтон, за емоційні страждання, втрату заробітної плати та витрати на виховання двох дітей, стверджуючи, що школа та департамент поліції не захистили Вілі від Летурно. Після десятитижневого судового розгляду жодного відшкодування збитків не стягувалось. Адвокат Енн Бремнер представляла Департамент поліції Де-Мойна, а шкільний округ Гайлайн представляв Майкл Паттерсон.

## Звільнення з в'язниці й одруження з Фуалау
4 серпня 2004 року Летурно звільнили, і наступного дня вона зареєструвалася в офісі шерифа округу Кінг як довічна сексуальна злочинниця 2-го рівня (середнього ризику).
Після звільнення 21-річний Фуалау переконав суд скасувати заборону контакту. Летурно та Фуалау одружилися 20 травня 2005 року в місті Вудінвіль, штат Вашингтон, на виноробні Columbia Winery. Ексклюзивний допуск на весілля отримало телевізійне шоу «Entertainment Tonight», а фотографії були опубліковані в інших ЗМІ. Летурно сказала, що планує народити ще одну дитину та повернутися до професії вчителя. Вона зазначила, що за законом має право викладати в приватних школах і коледжах.
Адвокат Енн Бремнер, яка познайомилася з Летурно та подружилася з нею 2002 року під час розгляду цивільного позову Фуалау, сказала, що Летурно вважала її стосунки з Фуалау «вічними та нескінченними». За словами Бремнер, «ніщо не могло розлучити їх двох». В інтерв'ю 2006 року NBC News Летурно «визнала, що знала, що було неправильно дозволяти стосункам продовжуватись, але щойно закінчився навчальний рік, вони з Вілі перетнули цю межу». Вона сказала, що «їй і на думку не спадало» в той час, що секс з Фуалау — злочин. Пізніше в інтерв'ю вона заявила: «Якби хтось сказав мені, якби хтось сказав мені, що існує спеціальний закон, який говорить, що це злочин, я не знала. Я говорю це знову і знову. Я знала, що якщо хтось дізнається хто я, це вважатиметься злочином». Телевізійне шоу Барбари Волтерс висвітлювало цю справу у грудні 2015 року з інтерв'ю, в якому обговорювалися стосунки пари та їхніх двох дочок.
9 травня 2017 року, після майже 12 років шлюбу, Фуалау подав заяву на розлучення, але пізніше відкликав заяву.
Станом на квітень 2018 року Фуалау працював у магазині товарів для дому та професійним діджеєм, а Летурно — помічником юриста. Стаття в «People» цитувала внутрішнє джерело: «Вони знають, що всі думають про їхні стосунки, і їм байдуже. Їм справді завжди було байдуже. Все погане, що трапилося, було давно. Вони двоє дорослих людей, які зараз живуть своїм життям».
У серпні 2019 року пара офіційно розлучилася. Перебуваючи у шлюбі Фуалау сказав, що він не був жертвою і не соромився стосунків. За даними «People» у травні 2020 року від неназваного джерела «близького до Фуалау»: «тепер він бачить речі чітко і розуміє, що це не були здорові стосунки з самого початку».

## Смерть
Померла 6 липня 2020 року у своєму будинку у Де-Мойні, штат Вашингтон, від раку товстої кишки. Їй було 58. Фуалаау та його родина були поруч з нею. Сім'ї Фуалау і Летурно зробили спільну заяву в пам'ять про її смерть. За заповітіом залишила більшу частину свого майна Фуалау.

## У масовій культурі
2000 року на телеканалі USA Network вийшов телевізійний фільм про незаконні стосунки Летурно «All-American Girl: The Mary Kay Letourneau Story».
Фільм «Травень, грудень» 2023 року частково натхненний її історією.